# Britt-Ingrid Fredén-Häggqvist
Britt-Ingrid (Inga) Fredén-Häggqvist, senast folkbokförd Britt Ingrid Palmaer, även känd som Inga Palmaer, född Wenblad 2 juni 1918 i Uppsala församling, död  2 augusti 1995 i Kungsholms församling i Stockholm, var en svensk målare.
Hon var dotter till förste stationsskrivaren Axel Wenblad (1889–1918) och Elsa Pettersson (1887–1977), omgift Andersson. Fredén-Häggqvist studerade vid Signe Barths målarskola i Stockholm 1948-1949 samt 1952. Hon medverkade i utställningen Fem målarinnor på Galerie Moderne och tillsammans med Götrik Örtenholm ställde hon ut i Västerås konstgalleri; hennes första separatutställning visades på Louis Hahnes konstsalong i Stockholm. Hennes konst består av stilleben, interiörer, porträtt och dekorativt måleri.
Första gången var hon gift 1938–1948 med Lennart Fredén (1913–1983), som var jur. kand. och kapten i intendenturkåren samt son till Filip Fredén. De fick två barn: Björn Fredén (född 1937, far till Jonas Fredén) och textilformgivaren Filippa Pyk (född 1942). Mellan 1949 och 1956 var hon sedan gift med filosofie licentiat Arne Häggqvist (1911–1985). De fick en dotter: konstnären Pepita Häggqvist (född 1951). Sista gången gifte hon sig 1956 med kamrer Bengt Palmaer (1919–1964) som var född i Belgien och son till Georg Palmaer.